# Дом Челищева
Дом Челищева — объект культурного наследия регионального значения «Дом Ф. Н. Челищева (М. В. Кольбе)» по адресу Вознесенский проспект, 36а в Санкт-Петербурге. На здании с 1995 года расположен памятник «Нос» носу майора Ковалева.
Здание на участке появилось в конце XVIII века, до 1818 года домовладение принадлежало действительному тайному советнику, сенатору, барону Ф. М. Колокольцеву. После смерти Колокольцева дом перешёл в собственность сенатора, члена Государственного Совета Н. А. Челищева, затем к его родственнику, действительному статскому советнику, камергеру Ф. Н. Челищеву. Здание в стиле позднего классицизма имеет сложную строительную историю, частично перестроено с элементами эклектики. Реконструкция юго-западной части двора проведена по проекту архитектора Василия Шауба, при этом были построены два световых фонаря.
Последней владелицей дома до революции была Мария Васильевна Кольбе, жена купца и промышленника Роберта Аристарховича (Аристовича) фон Кольбе (Robert Wilhelm Kolbe).
В здании до революции находилось Императорское Палестинское православное общество, в советское время — Трест столовых Октябрьского района.
В 2020 году здание передано Музею Академии художеств.